# 伯内特山脊

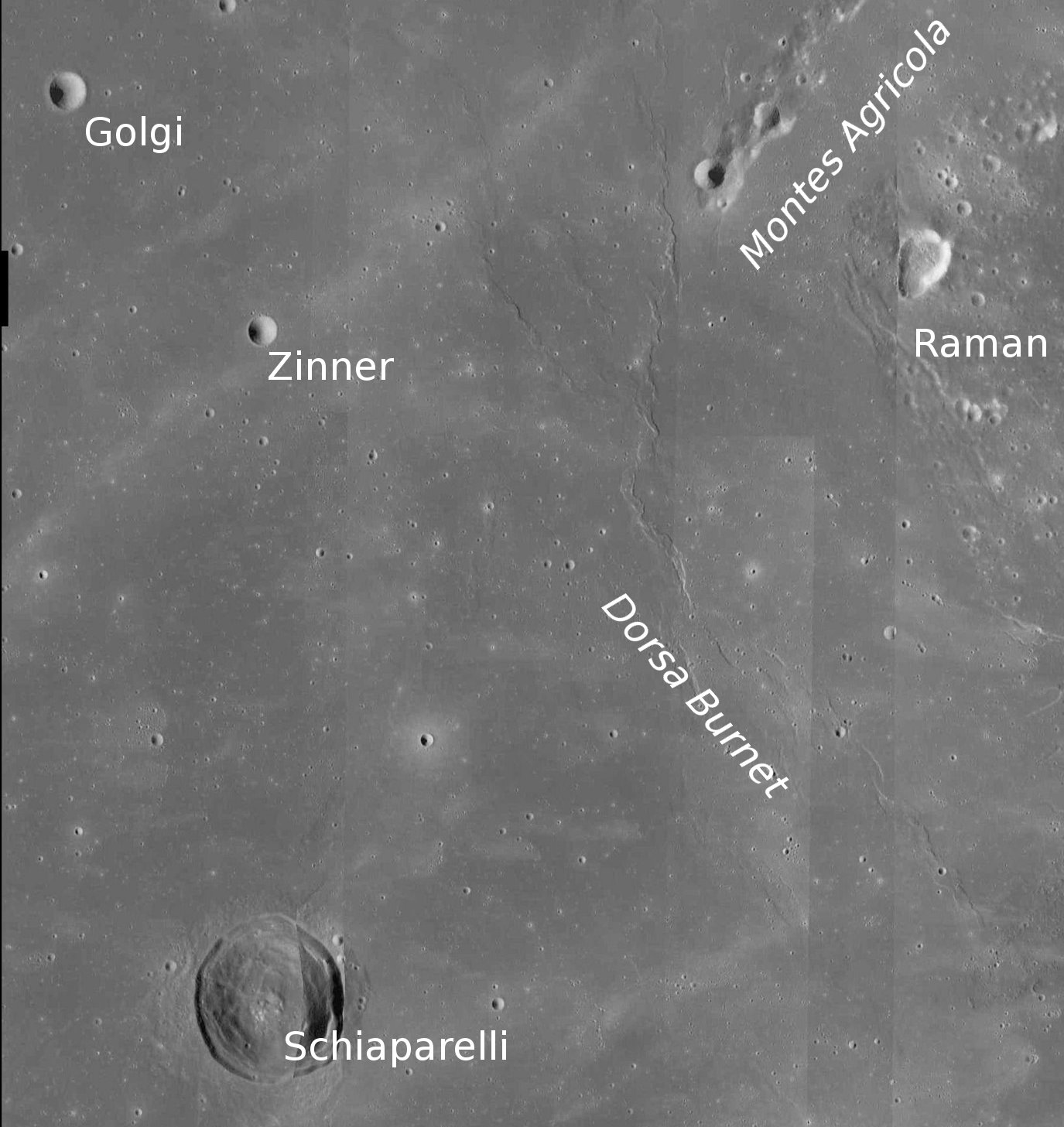
伯内特山脊，月球勘测轨道飞行器拍摄。

伯内特山脊（Dorsa Burnet）是月球风暴洋中的一道皱岭，位于斯基亚帕雷利陨石坑的东面及希罗多德陨石坑西侧，北面连接到阿格里科拉山脉，其中一小部分继续向西北延伸，与惠斯顿山脊和斯希拉山脊相平行。该山脊其中心月面坐标为28°24′N 57°00′W / 28.4°N 57.0°W，全长约194公里，名称取自英国神学家及地质学家 托马斯·伯内特 （Thomas Burnet，1635年?-17154年9月27日），1976年国际天文联合会在法国格勒诺布尔召开的大会上，该名称与其它众多月球地名一道被正式批准接受。